# Peter Anderson Graham
Peter Anderson Graham (n. 1853, Crookham⁠(d), Ford⁠(d), Anglia, Regatul Unit al Marii Britanii și Irlandei – d. 1925, Hemel Hempstead, Anglia, Regatul Unit) a fost un scriitor și redactor britanic. A fost activ înainte de 1890, în special pe teme rurale, primele sale lucrări au fost The Rural Exodus: The Problem of the Village and the Town (Exodul rural: problema satului și a orașului, 1892) și The Victorian Era (1897). Scrierile sale de ficțiune au fost rare, inclusiv The Red Scaur: A Novel of Manners (1897), un roman care nu este fantastic,  în timp ce ultima sa lucrare majoră, The Collapse of Homo Sapiens (1923), este un roman științifico-fantastic postapocaliptic care are loc pe un pământ în ruine care reflectă ideile obsedante de după Primul Război Mondial.

## The Collapse of Homo Sapiens
The Collapse of Homo Sapiens este un  roman științifico-fantastic din 1923 scris de Peter Anderson Graham și publicat de editura G. P. Putnam's Sons din Londra.

### Prezentare
„Editorul” romanului prezintă notele și transcrierile unui om care, în contradicție spirituală cu lumea nouă, a comunicat cu o entitate extraterestră capabilă și dispusă să-l trimită 200 de ani în viitor. Personajul principal ajunge printre ruinele Londrei unde curând întâlnește „cavaleri” în armuri antice, pe care ei nu le dau jos datorită nenumăratelor făpturi degenerate asemănătoare maimuței care îi amenință.
Cavalerii se dovedesc a fi membrii mai în vârstă ai unei așezări, o comunitate rurală non-monarhică de pe râul Tamisa, o evocare modestă a romanului lui William Morris News from Nowhere (1890). Comunitatea nu practică nicio religie, fiind organizată pe principiul că „munca pune lucrurile la locul lor.“ Călătorul în timp află că două dezastre majore au afectat Marea Britanie după Marele Război: o nouă bombă, invenția unui englez răufăcător care a distrus mai întâi Londra; un an sau ceva mai târziu, o invazie a „raselor colorate”, înarmate cu arme avansate, i-au terminat treaba.
Dar planeta însăși „a îmbolnăvit omul”, iar evoluția sa pare să se fi împotmolit: vechiul Homo sapiens nu mai face suficienți copii pentru ca rasa sa să nu dispară, iar sub-poporul piticilor proliferează. Tamisa, care a produs deja o inundație biblică pe pământ, urmează să inunde din nou; ecouri ale cărții lui Richard Jefferies After London or Wild England (1885) par destinate. Așezarea cavalerilor este condamnată în mod clar. În final, călătorul în timp revine cu disperare în 1920.

## Legături externe
- Peter Anderson Graham la isfdb.org